# Grissom Air Reserve Base
La Grissom Air Reserve Base è una base aerea militare dell'United States Air Force e un census-designated place (CDP) gestita dall'Air Force Reserve Command e situata presso la città di Kokomo, nell'Indiana.

## Informazioni Generali
Attivata nel 1942 come NAS Bunker Hill, fu chiusa e nuovamente riattivata come Bunker Hill AFB. Rinominata nel maggio 1968 in onore del Tenente Colonnello Virgil Grissom, ucciso il 27 gennaio 1967 nell'incendio della capsula Apollo I. È stata riallineata con la AFRC il 1 ottobre 1994.

## Unità
Attualmente l'unità ospitante è il 434th Air Refueling Wing.